# Santuario de la naturaleza Estero Derecho
El santuario de la naturaleza Estero Derecho es un santuario de la naturaleza de Chile ubicado en el lecho de la cuenca alta del Río Claro (Elqui) al que se llama también río Derecho, en la cuenca del río Elqui , de la Región de Coquimbo.
Las razones que motivaron el decreto 2 de 2015 para proteger la zona que comprende un área de 31.680 hectáreas fueron sus componentes ambientales relevantes para la ciencia, sus glaciares rocosos que abastecen de agua al valle de Paihuano, sus petroglifos y sus sistemas de acumulación de agua por vegas y nieves, además de su valor estético y cultural.
La zona es conocida también como río Claro, estero Derecho o estancia Derecho.